# Jindo (rasa psa)
Jindo (kor. 진돗개 – jindo-kae) – rasa psa w typie szpica wyhodowana prawdopodobnie w średniowiecznej Korei. Psy tej rasy były przeznaczone do polowania na zwierzynę i do stróżowania, a ich mięso wykorzystywano do konsumpcji. Współcześnie sprawdzają się również w roli psa-towarzysza. Słyną z odważnej natury i wierności wobec wybranej osoby.  Nie podlega próbom pracy.

## Rys historyczny
Pochodzenie rasy nie jest dokładnie znane. Jej nazwa pochodzi od wyspy Jindo położonej na południowy zachód od Korei. Prawdopodobnie przodkami współczesnych jindo są północne szpice, które dotarły do Korei wiele wieków temu. Na kontynencie były one krzyżowane z innymi psami, natomiast populacja z wyspy Jindo zachowała się w niezmienionej formie do XX wieku. Wraz z koreańskimi emigrantami jindo dotarły do Stanów Zjednoczonych i rozprzestrzeniły się po Ameryce Północnej. 
W 1938 roku rasa została zaliczona do Skarbu Narodowego Korei, a w 1988 jindo maszerowały w ceremonii otwarcia Letnich Igrzysk Olimpijskich w Seulu. 

## Klasyfikacja
1 stycznia 1998 roku rasa jindo została zarejestrowana w United Kennel Club w grupie ras północnych.
Międzynarodowa Federacja Kynologiczna (FCI) uznała rasę jindo w 2005 roku. W klasyfikacji FCI korea jindo dog zaklasyfikowano do grupy 5 (Szpice i psy ras pierwotnych), sekcja 5 (Szpice azjatyckie i rasy pokrewne). Psy tej rasy nie podlegają próbom pracy.

## Wygląd
Jindo jest średniej wielkości szpicem o mocnej, zwartej budowie i gęstym owłosieniu. Jego sylwetka jest podobna do większej od niego akity i mniejszej shiby. Długość tułowia jindo jest nieznacznie większa od wysokości w kłębie. Głowa jindo ma kształt trójkąta.

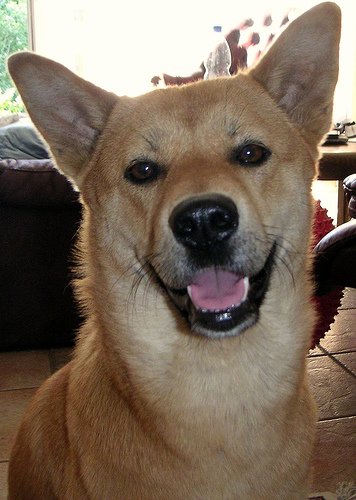
En face

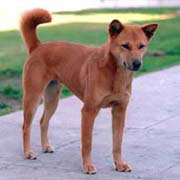
Jindo o rudopłowym umaszczeniu

Stop jest umiarkowanie zaznaczony, niezbyt stromy. Uszy średniej wielkości, trójkątne, grube, skierowane do przodu. Oczy w kształcie migdałów, o barwie od rudobrązowej do ciemnobrązowej, z czarnymi powiekami. Kufa prosta. Nos i wargi czarne, z wyjątkiem osobników o białym umaszczeniu, u których spotykany jest nos różowo ubarwiony. Sierść gęsta, włos okrywowy szorstki, a podszerstek miękki. Klatka piersiowa umiarkowanie głęboka i mocna, a brzuch podciągnięty. Kończyny są proste, dobrze umięśnione, zakończone kocimi łapami. Pazury ciemno ubarwione i mocne. Ogon jest osadzony wysoko, zwinięty lub sierpowato zagięty, z włosem dłuższym niż na tułowiu. Umaszczenie białe, płowe lub czarno-białe. Wzorce FCI i UKC wyróżniają jeszcze maść rudopłową, czarną, czarną
podpalaną, wilczastą i pręgowaną.
Zgodnie ze wzorcem rasy przyjętym przez FCI, pożądana wysokość w kłębie dla psów wynosi 53–54 cm, a dla suk 48–49 cm. Masa ciała w przedziale od 15 do 23 kg.

## Zachowanie i charakter
Jindo są uznawane za psy o wyjątkowych cechach charakteru. Wobec rodziny są opiekuńcze, a wobec obcych nieprzystępne. Są znane ze swojej lojalności wobec członków rodziny i przywiązania do swego domu. Określa się je mianem „psa jednego właściciela”. Notowano przypadki wędrówek psów rasy jindo, które przebyły dystans kilkuset kilometrów, by wrócić do poprzedniego opiekuna. 
Jindo są inteligentne, ale niezależne. Są psami bardzo czystymi. Utrzymują swoje futro w nienagannym stanie. Wobec innych psów mogą być agresywne, zwłaszcza na swoim terytorium. Mają silny instynkt myśliwski. Pojedynczo dobrze radzą sobie z tropieniem małych i średnich zwierząt, takich jak królik, szop, czy borsuk, ale w sforze potrafią upolować dzika lub sarnę.

## Użytkowość
Pies myśliwski, stróżujący i do towarzystwa. W Korei, podobnie jak to się nadal dzieje z innymi psami, spożywano dawniej ich mięso. Od czasu zaliczenia ich do Skarbu Narodowego Korei są chronione.

## Oczekiwana długość życia
Oczekiwana długość życia psów tej rasy wynosi 11–12 lat.